# La consciència del rei
"La consciència del rei" (títol original en anglès "The Conscience of the King") és el tretzè episodi de la primera temporada de la sèrie de televisió de ciència-ficció estatunidenca Star Trek. Escrit per Barry Trivers i dirigit per Gerd Oswald, es va emetre per primera vegada el 8 de desembre de 1966.
L'episodi pren el títol de les línies finals de l'acte II de Hamlet: "L'obra és la cosa/On agafaré la consciència del rei."
A l'episodi, Capità Kirk es creua amb un actor sospitós d'haver estat un dictador assassí en massa 20 anys abans.

## Argument
El USS Enterprise és cridat al Planeta Q pel Dr. Thomas Leighton, un amic del capità Kirk, aparentment per investigar una possible nova font d’aliment sintètic. La veritable motivació de Leighton, però, és la seva sospita que Anton Karidian, el líder d'una companyia d'actuació shakespeariana actualment al planeta interpretant Macbeth, és en realitat Kodos el botxí, antic governador de la colònia terrestre de Tars IV. Kodos havia ordenat que la meitat de la població de 8.000 habitants fos assassinada durant una escassetat d'aliments (els vaixells de subministrament van arribar tard i es creia que la població completa no sobreviuria fins que arribessin). Tant Leighton com Kirk en van ser testimonis oculars. Kirk insisteix que Kodos ha mort, però ho reconsidera després d'investigar els antecedents de Karidian. Amb l'esperança de conèixer la Karidian en una festa a casa d'en Leighton, Kirk coneix la seva filla, Lenore. Durant una passejada a l'exterior, els dos troben en Leighton mort.
Kirk s'encarrega que l'Enterprise transporti la companyia d'actuació a la seva propera destinació. Transfereix el tinent Kevin Riley a Enginyeria després de saber que ell també va ser testimoni de la massacre de Tars IV. Aquestes accions desperten la curiositat del primer oficial Spock, que, després d'una investigació pròpia, s'assabenta de la història de la massacre, de la connexió de Kirk i Riley amb ella, i que set dels nou testimonis oculars que van veure en Kodos ordenar la massacre. han mort, en cada cas quan la tropa de Karidian es trobava a prop.
Riley és enverinat i un faser posat en sobrecàrrega es deixa a l'habitació de Kirk. Kirk s'enfronta a Karidian amb les seves sospites. Karidian no admet ser Kodos, però argumenta en defensa de les accions d'en Kodos, i quan se li demana que llegeixi una transcripció de l'ordre d'execució de Kodos, ho fa amb amb prou feines una mirada al paper. Una anàlisi informàtica de la seva veu dóna lloc a un partit gairebé perfecte amb Kodos, però Kirk encara dubta a acusar en Karidian.
Riley, recuperant-se a la infermeria, escolta l'entrada de registre de McCoy i s'assabenta que Karidian és sospitós de ser Kodos. Riley es dirigeix cap al teatre del vaixell, on la companyia interpreta Hamlet, i se'n va entre bastidors, faser en mà, per venjar-se de la mort de la seva família. Kirk el descobreix abans que pugui actuar, i el convenç de lliurar l'arma. Karidian, escoltant, es veu pertorbat, i la Lenore intenta tranquil·litzar-lo revelant-li que ha estat assassinant els testimonis dels seus crims. Kirk, escoltant aquesta conversa, es mou per arrestar-los a tots dos. La Lenore agafa un faser a un guàrdia de seguretat i apunta a Kirk. Karidian salta a la línia de foc, és colpejat i mor. La Lenore es trenca i demana al seu pare que es desperti i continuï la seva actuació. Més tard, al pont, McCoy informa sobre el seu estat psiquiàtric; creu que el seu pare segueix viu i fa actuacions a la multitud que l'anima.

## Repartiment i doblatge al català
La sèrie va ser doblada al català pels estudis Tecni-3 (primera part) i Diálogo (segona part) i emesa a TV3 l’any 1989. Els dobladors de l'episodi foren:
| Personatge                | Actor/actriu      | Veu en català                      |
| ------------------------- | ----------------- | ---------------------------------- |
| James T. Kirk             | William Shatner   | Jordi Boixaderas                   |
| Spock                     | Leonard Nimoy     | Isidre Sola i Llop                 |
| Montgomery Scott 'Scotty' | James Doohan      | Joan Carles Gustems Domènec Farell |
| Hikaru Sulu               | George Takei      | Jaume Nadal Enric Cusí             |
| Nyota Uhura               | Nichelle Nichols  | Glòria Roig Azucena Díaz           |
| Christine Chapel          | Majel Barrett     | Ana Maria Mauri Rosa Gavin         |
| Janice Rand               | Grace Lee Whitney | Mercè Arànega                      |
| Anton Karidian / Kodos    | Arnold Moss       | Claudi Garcia                      |
| Lenore                    | Barbara Anderson  | Montse Miralles                    |
| Tinent Kevin Riley        | Bruce Hyde        | Juan Antonio Bernal                |
| Thomas Leighton           | William Sargent   | Carles Velat                       |
| Martha Leighton           | Natalie Norwick   | Marta Molins                       |

## Producció
L'episodi va incloure l'aparició final (en ordre de producció) de Grace Lee Whitney (contramestre Janice Rand). Whitney ja havia estat notificada que l’acomiadaven de la sèrie una setmana abans que comencés el rodatge d'aquest episodi. La seva breu escena d'entrada, en la qual li dóna una mirada bruta a la seva rossa rival, Lenore Karidian, arribant al pont, va ser la seva darrera escena a Star Trek abans del seu retorn 13 anys després a Star Trek: The Motion Picture.
Aquest episodi va ser la segona i última aparició del tinent Kevin Riley, interpretat per Bruce Hyde, que va aparèixer per primera vegada a "El temps despullat".
Tots els intèrprets bàsics de la primera temporada de Star Trek apareixen en aquest episodi: Eddie Paskey (Tt. Lesley), Frank da Vinci (Tt. Brent), William Blackburn (Tt. Hadley), Ron Veto (Harrison), i Jeanne Malone (contramestre de l’Enterprise).
El teatre del vaixell és una reparació del conjunt d'enginyeria. Les peces escèniques del gimnàs de la nau (que es van veure per primera vegada a l'episodi "Charlie X") estan penjades a les parets, i el sostre és visible en alguns dels angles de tir.
L’estrella de La família Addams John Astin va proporcionar la veu del capità invisible John Daley, tot i que no va ser acreditat.

## Recepció
El 2013, Wired va classificar aquest episodi com un dels 10 millors episodis de la sèrie de televisió original.
Zack Handlen de The A.V. Club va donar a l'episodi una qualificació A−, destacant les bones actuacions dels actors, incloent una "gran dinàmica de Spock/McCoy" i "algunes actuacions molt creïbles de Shatner." Keith DeCandido, escrivint per a Tor.com, va elogiar l'actuació de Moss, Shatner i Anderson, però va considerar que l'episodi havia envellit malament pel que fa a la seva capacitat per identificar Karidian com a Kodos només mitjançant una comparació de veu poc fiable. Va donar a l'episodi una puntuació de 7. Jamahl Epsicokhan de Jammer's Reviews va puntuar l'episodi amb 2,5 estrelles sobre 4 i va elogiar de la mateixa manera les actuacions de Moss i Anderson però va criticar el final, qualificant-lo d' "inapropiat".
Michelle Erica Green de Trek Today també va elogiar les actuacions de Moss i Anderson, però va criticar el guió de l'episodi. Més tard escriptor de Star Trek Ronald D. Moore va considerar l'episodi "profundament infravalorat" i un dels millors de la sèrie.

## En la cultura popular
Aquest episodi es fa referència a l'episodi "Rosencrantz and Guildenstern Aren't Dead" de la minisèrie Station Eleven de HBO Max, on l'episodi es reprodueix a la televisió.